# Politieke filosofie
Politieke filosofie is een filosofisch vakgebied waarin vraagstukken rond politiek en maatschappij aan de orde zijn. Als zodanig is er een relatie met politicologie en sociologie. Meer concreet gaat het in op vragen rond autoriteit, eigendom, macht, politiek, rechtvaardigheid en vrijheid. Zaken waar de politieke filosofen over nadenken zijn onder meer:
- De manier waarop een rechtvaardige samenleving kan worden ingericht door middel van bijvoorbeeld wetgeving.
- De constructies van macht, leiderschap en democratie in een samenleving. Het onderscheid tussen de verschillende politieke machten (trias politica).
- De verhouding van individu en collectief, vrijheid en onvrijheid.
- De analyse en achtergronden van grote politieke systemen als democratie, communisme en kapitalisme.

Het gebruik van de term politieke filosofie kan ook verwijzen naar een bepaalde filosofische opvatting over het wezen of doel van maatschappij of staat. Het kan soms in beperktere zin worden gebruikt als een synoniem voor 'politieke zienswijze'. Het onderscheid dat soms tussen sociale filosofie en politieke filosofie wordt gemaakt is meer een kwestie van de toevallige studierichtingen op universiteiten dan inhoudelijke verschillen; de grens tussen beide is vaag. Aan veel universiteiten en voor veel filosofen bestaat het onderscheid dan ook niet. Ook overlapt het op bepaalde punten met de rechtsfilosofie, waarbij de rechtsfilosofie zich wel op wetten als zodanig richt (bijvoorbeeld wat wetten rechtvaardig maakt), terwijl politieke filosofie eerder de rol van het recht in het breder politiek geheel plaatsen. Verder hangt de politieke filosofie van een filosoof ook vaak samen met diens opvattingen over ethiek en wijsgerige antropologie.

## Geschiedenis

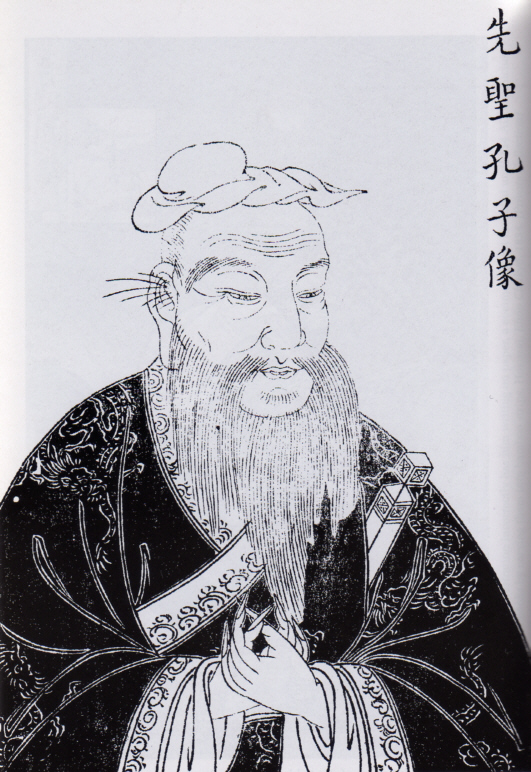
De Chinese filosoof Confucius is wellicht een van de eerste politieke denkers.

### De Oudheid
De Chinese politieke filosofie gaat al terug tot de periode van Lente en Herfst, en is zo al terug te vinden bij Confucius in de zesde eeuw voor Christus. Het ontstond als reactie op de sociale en politieke onrust typerend voor de periode van Lente en Herfst en de periode van de Strijdende Staten. De grote filosofieën van die tijd - confucianisme, legalisme, mohisme, Nongjia en taoïsme - hadden elk een politiek aspect in hun filosofie. Filosofen als Confucius, Mencius en Mozi hadden vooral aandacht voor het creëren van politieke eenheid en stabiliteit via hun filosofie. Confucianisme pleit voor een hiërarchische, meritocratische staat, gebaseerd op empathie, loyaliteit en interpersoonlijke relaties. Het legalisme verdedigt een sterk autoritaristische overheid, gebaseerd op Dracoonse straffen en wetten. Daartegenover staat dan weer het mohisme dat vooral pleit voor een communaal en gecentraliseerd bestuur gefundeerd op principes als spaarzaamheid en ascetisme. Volgens het Nongjia is het ideaal dan weer communalisme en egalitarisme. De stroming van het taoïsme denkt dan weer in de richting van een soort proto-anarchisme. Tijdens de Qin-dynastie was het legalisme de dominante filosofie, maar werd tijdens de Han-dynastie vervangen door het confucianisme. Deze filosofie bleef dominant totdat China overging tot het staatskapitalisme in de 20e eeuw.

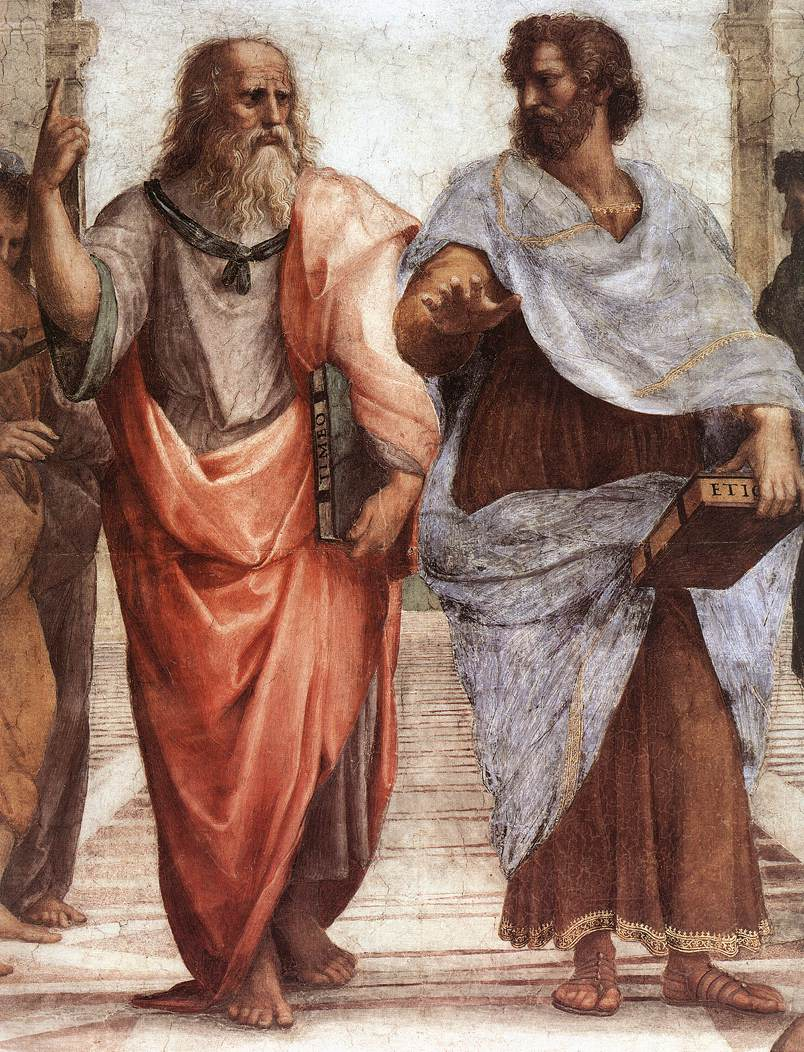
Plato (links) en Aristoteles (rechts), uit De School van Athene, een fresco van Rafaël. Plato's Politeia en Aristoteles' Politika maakte van deze twee Griekse filosofen wellicht de meest invloedrijke politieke filosofen uit de geschiedenis.

De westerse politieke filosofie kent haar begin bij de oude Grieken en concreter in Plato's Politeia in de vierde eeuw voor Christus. Dit oude Griekenland werd gekenmerkt doordat het was versnipperd in kleine poleis waarin vlijtig geëxperimenteerd kon worden met verschillende politieke structuren. Deze werden door Plato onderverdeeld in vijf categorieën: aristocratie, timocratie, oligarchie, democratie en tirannie. Andere centrale werken binnen deze Griekse filosofie waren Aristoteles' zijn Ethica Nicomachea en Politika. Bij beide filosofen wordt het politieke denken beheerst door de toenmalige staatsindeling. Er wordt niet gesproken over echte staten, maar slechts poleis. Aristoteles ziet bijvoorbeeld de stadstaat als de perfecte staatsvorm en rechtstreeks voortvloeiend uit de aard van de mens: de mens is namelijk van nature een sociaal wezen.
Na Plato en Aristoteles zou vooral door Alexander de Grote, aan wie Aristoteles nog les had gegeven, de poleis van de kaart verdwijnen en vervangen worden door een echte staat waarbij de verschillende steden onder een centraal bestuur werden geplaatst. Nog sterker kwam deze unificatie naar voren binnen het Romeinse Rijk dat werkelijk een wereldrijk vormde. Dit zou zijn invloed hebben op de Romeinse politieke filosofie hoewel die verder ook sterk beïnvloed werd door de Stoa, waaronder ook de bekende staatsman Cicero. Belangrijk zijn onder andere zijn werken De republica (De Staat) en De legibus (over de Wetten) waarin hij spreekt over de ideale staat en Romeins recht. Een ander belangrijk stoïcijns politiek filosoof was Marcus Aurelius, die zelf Romeins keizer was.

### Middeleeuwen

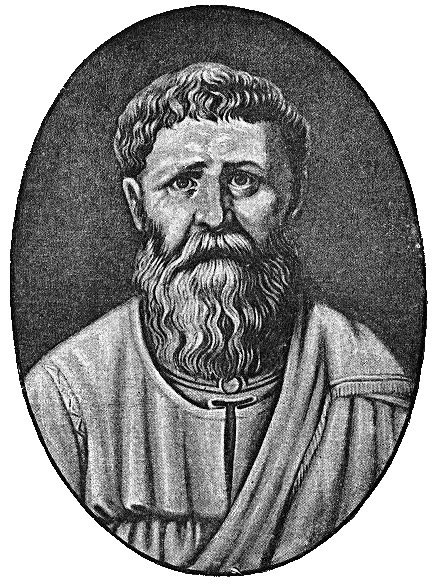
De Kerkvader Augustinus was een van de vroegste christelijke politieke denkers, maar stond nog sterk onder de invloed van Plato.

De politieke filosofie in Europa werd in de middeleeuwen sterk beïnvloed door het christendom. Een vroeg voorbeeld daarvan is de kerkvader Augustinus van Hippo. De vroege christelijke filosofie van Augustinus werd daarnaast sterk getekend door het werk van Plato. De grote verschuiving van deze christelijke filosofie bestond uit het temperen van de stoïcijnse filosofie en het Romeinse rechtvaardigheidsideaal, en een grotere nadruk op de notie van vergiffenis. Hij liet, grotendeels vanuit de idee van de erfzonde, het optimisme van Plato en Aristoteles varen als zou men de mensen het perfecte leven kunnen aanbieden door de ideale staat te organiseren. Het belangrijkste werk dat Augustinus op het vlak van politieke filosofie geschreven heeft, was de De civitate Dei.
Ook de middeleeuwse scholasticus Thomas van Aquino heeft zich sterk beziggehouden met politieke filosofie en rechtsfilosofie. Hij deed vooral onderzoek naar de verschillende soorten wetten die mogelijk zijn. Zo zijn er volgens Thomas vier soorten wetten, namelijk Gods kosmische wetten, Gods geschreven wetten, natuurlijke en universele wetten door de rede gestuurd en menselijke wetten specifiek opgesteld voor concrete situaties. Daarnaast ontwikkelde hij in zijn Summa Theologica ook de idee dat een koning die als een tiran regeerde in feite geen echte koning was en kon worden afgezet. Dit vond men ook terug in de Magna Carta, die ook tijdens de middeleeuwen ontstond. Ook van invloed was de Engelse bisschop Johannes van Salisbury.
Midden-Oosten
Ook de opkomst van de islam, gebaseerd op de Koran en de profeet Mohammed, zorgde voor een sterke verschuiving in het politieke denken, althans rond de Middellandse Zee en in het Midden-Oosten. De Arabische filosofie legde vooral de nadruk op de relatie tussen wetenschap en religie, en de noodzaak van ijtihad om de waarheid te vinden. In het Westen wordt echter vooral gekeken naar hoe de politieke filosofie naar voren kwam bij de grote denkers van de Arabische filosofie,zoals Al-Kindi, Al-Farabi, Avicenna, Averroes en Ibn Khaldun. Het is vooral deze laatste filosoof die belangrijke bijdragen heeft geleverd aan de politieke filosofie. Zo beroept bijvoorbeeld de hedendaagse filosoof Ernest Gellner zich op Ibn Halduns definitie van regering als "een institutie die alle onrechtvaardigheden van een andere soort dan die zijzelf veroorzaakt, voorkomt" als de best geformuleerde definitie binnen de politieke filosofie. Volgens Ibn Khaldun moest de staat worden beperkt tot een minimum en enkel bestaan als een noodzakelijk kwaad, namelijk in de vorm van de beperking van de vrijheid door de vrijheid van anderen. Ook wordt er wel gekeken naar het specifieke machtsdenken zoals die bij het islamitische denken voorkomen met begrippen als sultan en oemma.

### Europese Renaissance
Tijdens de Renaissance ontstonden de eerste seculiere politieke filosofie, terwijl ze in de middeleeuwen nog dienstdeed als de dienstmeid van de theologie. De voornaamste politieke denker tijdens de Renaissance was de Italiaanse filosoof Niccolò Machiavelli, die zijn filosofie vooral uiteenzet in Il Principe, postuum gepubliceerd in 1532. Een ander vooraanstaand politiek werk van Machiavelli is Discorsi sopra la prima deca di Tito Livio. Beide werken zouden een sterke invloed hebben op het verdere politieke denken. In deze werken zet Machiavelli een pragmatische en consequentalistische opvatting van politiek uiteen. Goed en kwaad worden gedefinieerd in termen van wat nuttig is en wat niet om een bepaald doel te bereiken, en dus in termen van machtsbehoud. Bedrog en hardhandige onderdrukking zijn soms nodig als dit in het voordeel van de heerser in kwestie is. Ook de bekende filosoof Dante Alighieri heeft een werk geschreven De Monarchia (1310 - 1313) waarin hij een verdediging van de monarchie uiteenzette.
De Engelse denker Thomas Hobbes bouwde op deze ideeën verder en ontwikkelde daarnaast ook de notie van sociaal contract. Noch Machiavelli, noch Hobbes waren aanhangers van de idee dat de koning een soort goddelijk recht had om te heersen, maar vertrokken daarentegen van een inherent egoïsme in de mens. Daarom pleitte Hobbes dan ook voor een centraal leider, de Leviathan, die de "oorlog van allen tegen allen" zou stoppen en zo orde op zaken zou stellen.
Verder leverde de Engelse filosoof John Locke nog bijdragen aan de politieke filosofie, voornamelijk in zijn werk Two Treatises of Government (1689). Net als Hobbes vertrekt Locke van een zekere natuurtoestand waarop dan de individuen met elkaar een sociaal contract afsluiten. Hij zag echter een absoluut heerser als onnodig, want hij was ervan overtuigd dat er bepaalde natuurwetten waren die, gecombineerd met een rationaliteit in de mens zelf, zouden leiden tot een goed bestuur.
Ook de Nederlandse filosoof Baruch Spinoza heeft zich ingelaten met politieke kwesties. Hij is vooral bekend vanwege zijn Tractatus theologico-politicus (1670). Dit werk was een pleidooi voor vrijheid van meningsuiting en zag de democratie als beste staatsvorm. Ook reageerde hij fel tegen religieuze intolerantie en stelde de autoriteit van het Testament en de zeventiende-eeuwse dogmatiek in vraag.

Eugène Delacroix' De Vrijheid leidt het volk (1830, Louvre), een symbool voor het botsen van de oude regimes met de nieuwe politieke ideeën.

### Verlichting
Tijdens de Verlichting ontstonden er vele nieuwe politieke ideeën over de menselijke conditie, de oorsprong van de staat en de wetten. Daarnaast kwam men rond deze tijd ook in contact met vele andere samenlevingen door het verregaand Europees kolonialisme. Ook werd deze periode gekenmerkt door een reeks revoluties en burgeroorlogen, waaronder de Engelse Burgeroorlog, de Amerikaanse Revolutie en de Franse Revolutie. Deze grootschalige conflicten stonden in een wederzijdse wisselwerking met de grote politieke denkers van die tijd, zoals Jean-Jacques Rousseau en John Locke.
Deze denkers hielden zich vooral bezig met twee kernvragen: enerzijds vroegen zij zich af waarom en met welk motief mensen zich organiseren in samenlevingen, en anderzijds wat de beste staatsvorm zou moeten zijn. Hierdoor ontstond ook het conceptueel onderscheid tussen enerzijds "staat" en anderzijds "regering". De "staat" verwijst hierbij naar een reeks instituties via welke macht verdeeld en het gebruik ervan gerechtvaardigd wordt. De regering refereert aan de specifieke groep mensen die deze instituties beheersen en de wetten vastleggen waaraan alle mensen van de samenleving gebonden zijn. Dit onderscheid vindt men vandaag de dag ook nog terug in de politicologie, hoewel sommige politicologen, filosofen, historici en antropologen betogen dat veel van het politieke zich ook afspeelt buiten de staat en dat er anderzijds samenlevingen zijn die niet geordend zijn als een staat, maar toch onder het politieke vallen.
De politieke en economische verhoudingen binnen de samenleving werden daarnaast ook sterk beïnvloed door deze theorieën; zo verloren bijvoorbeeld de gilden aan invloed en werden vervangen door het klassieke liberalisme en vrije marktdenken. Ook de katholicistische dominantie binnen de theologie werd bekampt door de protestantse Kerken die elk verbonden waren met een specifieke natiestaat en het Latijn vervingen door de eigen volkstalen. Een belangrijk en invloedrijk werk was De l’esprit des lois (1748) van de filosoof Charles de Montesquieu. Hierin zette hij als een van de eerste denkers de trias politica uiteen en beschreef gedetailleerd de bestaande politieke systemen van die tijd.
De Verlichting, althans in Frankrijk, werd ook sterk gekenmerkt door een aanval op het geloof, voornamelijk het christendom. De publicatie van Denis Diderots en Jean d'Alemberts Encyclopédie ou Dictionnaire raisonné des sciences, des arts et des métiers was een van de toonaangevende werken van deze tijd. Het was echter Voltaire die de meest vooraanstaande criticus was van de Kerk in Frankrijk. Gelijktijdig kwam er ook een conservatieve tegenreactie tegen de verlichting. Dit komt bijvoorbeeld sterk naar voren in het werk van Edmund Burke. In Reflections on the Revolution in France (1790) keerde hij zich fel tegen de idee van volkssoevereiniteit.

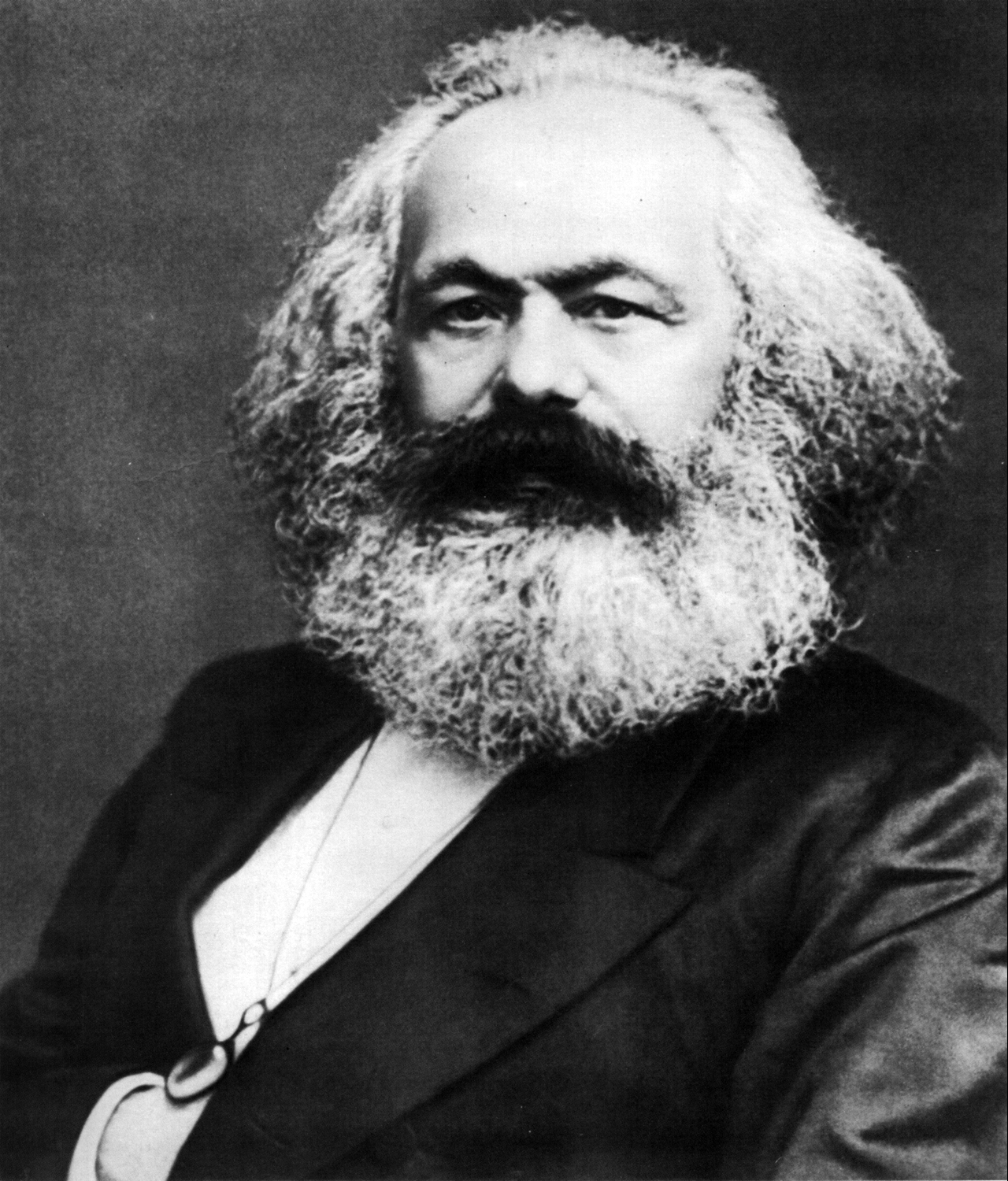
Karl Marx zou samen met Friedrich Engels het verdere verloop van het politieke denken enorm beïnvloeden door het uitwerken van het marxisme.

### Moderne Tijd
Door de industriële revolutie vond er ook een parallelle revolutie plaats in het politieke denken. Sterke processen van verstedelijking en kapitalisme zorgden ervoor dat de klassieke maatschappijstructuren enorm verschoven. Als reactie op deze industrialisering van de maatschappij ontstond bijvoorbeeld het socialisme en later het communisme en marxisme. Hieraan werd het eerst vormgegeven door utopische socialisten als Charles Fourier en Pierre-Joseph Proudhon, maar de beweging kreeg pas sterke internationale invloed via het werk van Karl Marx en Friedrich Engels.
Cruciaal voor het denken van Marx was de filosofie van G.W.F. Hegel, uiteengezet in zijn Fenomenologie van de Geest. Hierin betoogt Hegel dat er een doelmatige vooruitgang zit in de maatschappij. In feite kwam het erop neer dat de Wereldgeest uiteindelijk tot zelfbewustzijn zou komen, eerst via de mens, de maatschappij, later via de religie, de kunst en uiteindelijk de filosofie. Het is het werk van Hegel zelf dat dit volledige proces tot zelfbewustzijn afsluit. Marx bouwt verder op dit denken. Hij vat het echter niet idealistisch op, en stelt daarnaast het historisch materialisme in de plaats. Er is bij hem nog steeds een doelmatig proces in de geschiedenis, maar ditmaal gestuurd door de materiële en economische situatie van de samenleving. In de 20ste eeuw zou dit communistische denken verder ontwikkeld worden door Vladimir Lenin, Mao Zedong, Hồ Chí Minh en Fidel Castro.
Een andere politieke stroming die in deze tijd opdook was het utilitarisme, dat voor het eerst is uitgewerkt door Jeremy Bentham en John Stuart Mill. In tegenstelling tot het marxisme was het utilitarisme positief verbonden met het opkomende laissez-faire-denken van economen als Adam Smith en David Ricardo. De doelstelling van de ethiek en in bredere zin ook de politiek was volgens het utilitarisme het bevorderen van het algemeen geluk. In het denken waren zij dan ook consequentalistisch: iets is goed als de gevolgen goed zijn. Mills werk On Liberty (1859) geldt als een klassieke verdediging van het liberalisme waarin hij onder andere het schadebeginsel formuleert. Daarnaast schreef Mill ook The Subjection of Women (1869), een klassiek werk binnen de feministische filosofie. Dit werk was sterk beïnvloed door de ideeën van zijn vrouw, Harriet Taylor Mill.
Eveneens van belang was de ontwikkeling van de evolutietheorie door Charles Darwin. Dit had politieke invloeden in de vorm van sociaal darwinisme, met vertegenwoordigers als Herbert Spencer, dat uiteindelijk zelfs zijn invloed zou hebben op de ideeën rond eugenetica.
De Eerste Wereldoorlog was de volgende schok in het politieke denken, zeker ook omdat gelijktijdig de Russische Revolutie van 1917 plaatsvond die resulteerde in nieuwe stromingen in het communisme zoals het leninisme en luxemburgisme. Ook kwamen in deze tijd de sociaaldemocraten op, die streefden naar algemeen stemrecht.

### Hedendaagse Tijd
Tijdens de 20e eeuw vonden er vele gebeurtenissen plaats die een sterke invloed uitoefenden op de politieke filosofen en hun denken. Zoals gezegd zorgde ook de Eerste Wereldoorlog voor dergelijke verschuiving. Daarnaast riepen de daaropvolgende crisissen, zowel op politiek als op economisch vlak, zoals de beurskrach van 1929, nieuwe politieke reacties op. Vooral in Duitsland, maar ook in de rest van Europa kwam er een conservatieve reactie, bijvoorbeeld bij denkers als Martin Heidegger en Carl Schmitt. Uiteindelijk zou dit uitmonden in het fascisme en nationaalsocialisme.
Rond en na de Tweede Wereldoorlog zou de politieke filosofie bij een groot deel van de filosofen, namelijk binnen de analytische traditie, op de achtergrond verdwijnen. Dit kwam voornamelijk door het scepticisme bij deze filosofen over de waarde en de mogelijkheid om grote normatieve systemen te ontwikkelen. Toonaangevend was bijvoorbeeld het logisch positivisme en het emotivisme van de Wiener Kreis. Uitzonderingen waren wel terug te vinden in een stroming als het pragmatisme, waarin filosofen zoals John Dewey politiek nog zeer actief waren.
Langzamerhand zou de politieke filosofie echter terug op het toneel verschijnen. Dit kwam ten dele doordat een reeks Europese filosofen naar de Angelsaksische wereld emigreerden. Voorbeelden hiervan waren Hannah Arendt, Karl Popper, H.L.A. Hart, Friedrich Hayek, Leo Strauss, Isaiah Berlin, Eric Voegelin en Judith Shklar. Zijzelf waren nog politiek actief en zouden daarmee ook het politieke denken bij de autochtone filosofen stimuleren. Klassiekers hiertussen waren The Open Society and her Enemies (1945) van Popper, The Origins of Totalitarianism (1951) van Arendt en Two Concepts of Liberty (1958) van Berlin.
Politieke filosofie zou pas echt heropleven na de publicatie van John Rawls' A Theory of Justice (1971) waarin hij een alternatief uitwerkte voor zowel het communisme als het utilitarisme. Dat het politieke denken door Rawls terug op de kaart werd gezet blijkt bijvoorbeeld ook uit de snelle reactie van Robert Nozick in zijn boek Anarchy, State, and Utopia (1974) waarin hij een libertair alternatief uitwerkt. Ook Ronald Dworkin en Philippe van Parijs hebben, zich gebaseerd op Rawls, met politieke filosofie beziggehouden. Recenter ontstond er echter ook sterke kritiek op deze liberale benadering van de politiek. Voorbeelden van kritiek zijn onder andere te vinden bij Catharine MacKinnon, Michael Sandel en Charles Taylor.
Een andere stroming binnen de politieke analytische wijsbegeerte was het analytisch marxisme, dat probeerde het klassieke marxisme te herformuleren en te funderen in economische theorieën zoals de rationele-keuzetheorie en publiekekeuzetheorie. Vertegenwoordigers hiervan waren Jon Elster en John Roemer.

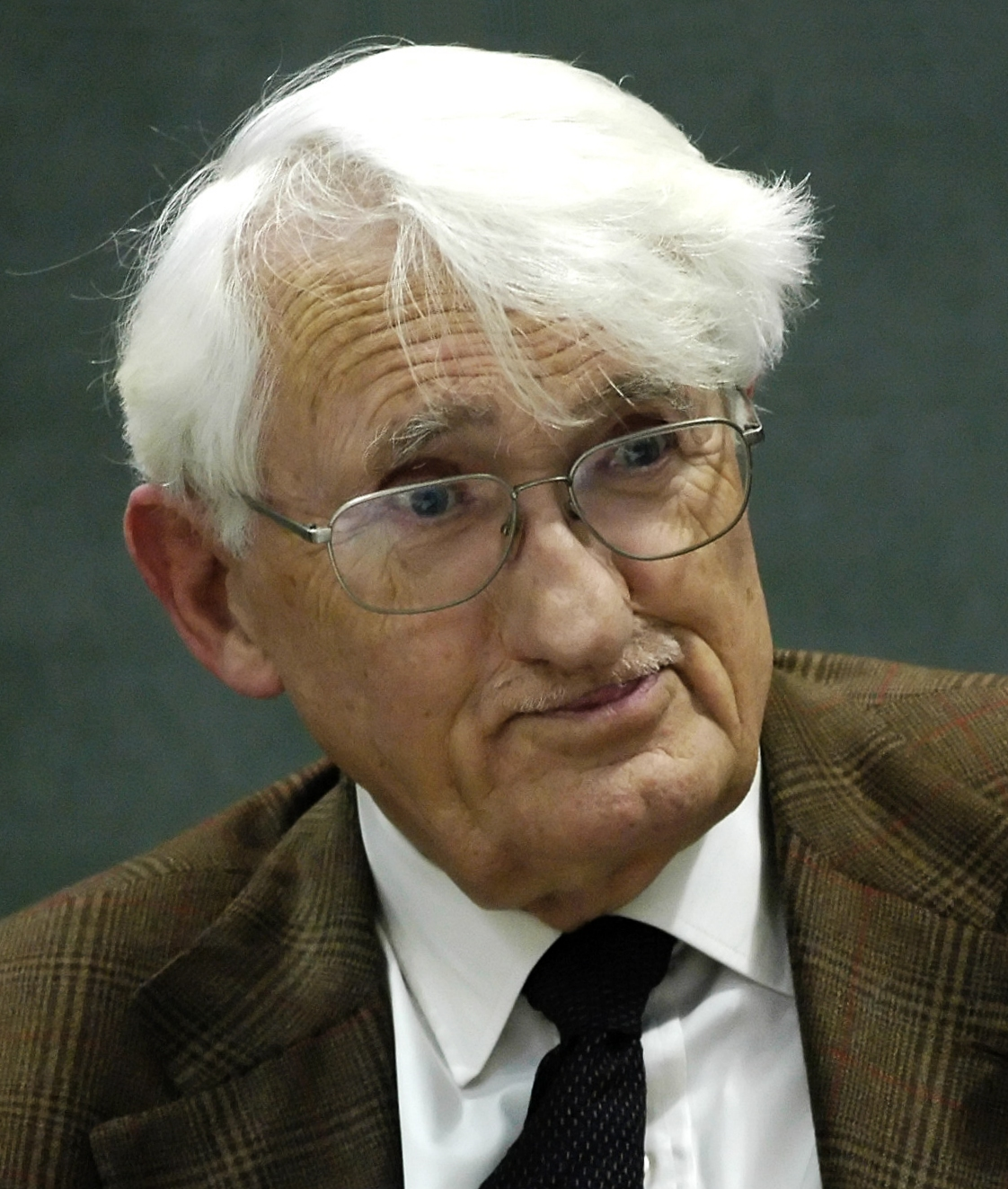
De filosoof en socioloog Jürgen Habermas geldt als een van de vooraanstaande politieke denkers van vandaag de dag.

Binnen de continentale filosofie boette de politieke filosofie nooit aan belang in en bleef vooral het marxisme nog toonaangevend, voornamelijk door een heropleving van de filosofie van Marx door de herontdekking van zijn vroege werk, de Parijse manuscripten. Een filosoof die hier een kernrol in heeft gespeeld was Alexandre Kojève. Marxistische invloed is bijvoorbeeld sterk merkbaar in het werk van Jean-Paul Sartre en Maurice Merleau-Ponty. Een grote discussie die hier nog werd gevoerd was of het communisme zoals dat in de Sovjet-Unie voorkwam gesteund moest worden of niet. Filosofen als Merleau-Ponty of Albert Camus zouden bijvoorbeeld door de Sovjet-Unie met het communisme breken, terwijl personen als Sartre of Louis Althusser trouw aan het communisme bleven en de Sovjet-Unie steunden.
Verder van belang was dat in de jaren 60 het structuralisme opkwam, dat stelde dat grote delen van de maatschappij beheerst werden door onbewuste symboolsystemen. Dit weerspiegelde zich daarbij dan ook in de politiek. Vertegenwoordigers ervan waren de vroege Michel Foucault, Claude Lévi-Strauss en Althusser. Het naoorlogse optimisme omtrent het communisme, met mei 1968 als hoogtepunt, verminderde sterk met het begin van het afbrokkelen van de macht van de Sovjet-Unie en haar conflicten met het China van Mao Zedong.
Door toedoen van enerzijds de afname van de invloed van het communisme, maar anderzijds ook het opkomen van de analytische traditie van politieke filosofie, verschenen in Europa ook verschillende denkers die men kan beschrijven neomarxistisch of postmarxistisch: ze nemen weliswaar bepaalde elementen van Marx over, maar braken met Marx' historisch materialisme en combineerden dit met andere culturele inspiratiebronnen. Centraal hierin stond de Frankfurter Schule en hun kritische theorie met denkers als Theodor W. Adorno, Max Horkheimer, Walter Benjamin, Herbert Marcuse en Jürgen Habermas. Deze denkers combineerden Marx met verschillende inzichten uit de psychoanalyse van Sigmund Freud. Ook het poststructuralisme kan hieronder geplaatst worden met denkers als Gilles Deleuze, de latere Michel Foucault, Claude Lefort en Jean Baudrillard.
Noemenswaardig is ook de filosoof Jean-François Lyotard die als vader van de postmoderne filosofie kan beschouwd worden. Geconfronteerd met fenomenen als Auschwitz, Mei 1968, postkolonialisme en multiculturalisme riep Lyotard het einde van de "Grote verhalen" uit en het begin van de postmoderne filosofie. Grote filosofische systemen zoals bij Marx waren voortaan onwenselijk en er was in feite nog enkel plaats voor kleinere verhalen. Men moet volgens Lyotard vooral als filosoof getuigenis afleggen van het onderdrukte binnen de maatschappij en ook alle systemen binnen een samenleving, zoals de economie of de wetenschap wijzen op hun eigen grenzen. Dit stond ook in verband met de emancipatie van verschillende minderheden binnen de maatschappij de vrouw en de Afro-Amerikanen. In deze tijd kwamen het feminisme en de burgerrechtenbeweging dan ook op.

## Onderwerpen

### Ideale staat

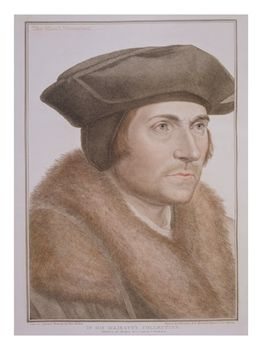
De humanist Thomas More was de eerste die de term utopie gebruikte, in zijn gelijknamig werk Utopia.

Een vorm van politieke filosofie is het ontwerpen van een "ideale staat" of een utopie, vaak (maar niet altijd) geïnspireerd vanuit een socialistische of communistische ideologie, waarin maatschappelijke tegenstellingen verdwenen zijn, de burgers eensgezind zijn en automatisch deugdzaam. Een filosoof die vooral hiermee bekend is geworden is Thomas More, wiens boek Utopia naamgevend werd voor het genre, dat ook enige gelijkenis vertoont met het verschijnsel geofictie: het fantaseren over niet-bestaande landen. In dit werk schetst More een ideale samenleving met weglating van alles wat hij slecht vindt in de toenmalige Engelse maatschappij, zoals privébezit, armoede, godsdienstonderdrukking of oorlogvoering. Een gelijkaardige utopie vindt men terug bij Francis Bacon in zijn Nova Atlantis (1627), waarin vooral de nadruk wordt gelegd op de technologische vooruitgang.
Het bedenken van de ideale staat is echter al een veel ouder onderwerp. Beroemd is bijvoorbeeld de visie van Plato, uiteengezet in de dialoog Politeia. Hierin beschrijft Plato hoe de ideale Staat zou moeten verdeeld worden in drie groepen:
- De werkende klasse: dit is het gewone volk en beslaat dus ook het grootste deel. Deze staan in voor het economische aspect en voorzien de staat in voedsel en goederen.
- De wachters: dit zijn de soldaten van de staat. Zij staan in voor de veiligheid en beschermen de staat tegen gevaren.
- De filosofenkoningen: de staat moet geleid worden door filosofen volgens Plato omdat enkel zij over de ultieme wijsheid beschikken om enerzijds in te zien wat de ideale staat en noties als rechtvaardigheid inhouden en anderzijds ook omdat zij inzien dat machtslust en dergelijke verlangens maar ijdele doelen zijn.

In latere dialogen zoals Wetten breekt Plato in zekere mate met dit ideale beeld. Wellicht zullen er nooit echt van deze staatsmannen zijn die volmaakt rechtvaardig zijn. De tweede best mogelijke staat is er dan een die geleid wordt door wetten. Een grote criticus van deze platoonse opvatting was Karl Popper, die het voornamelijk heeft uiteengezet in zijn werk The Open Society and Its Enemies (1945). Hij plaatste er het alternatief van een open samenleving tegenover.
Andere denkers die zich inlieten met de idee van een ideale staat waren vroege socialisten zoals Saint-Simon, Charles Fourier en Proudhon in Frankrijk, waar na de Franse Revolutie het besef groeide van de maakbaarheid van de samenleving. In hun werken beschreven zij eveneens utopische samenlevingen waarin de verregaande concurrentiestrijd en slechte sociale toestanden, typerend voor die tijd, afwezig zouden zijn. Velen van hen hielden het echter niet bij fantasie en poogden, vooral in de Verenigde Staten, communes en gemeenschappen op te zetten waarin deze staatsvormen zouden gerealiseerd worden.
Door Karl Marx werden zij, omdat zij zich niet baseerden op de door hem veronderstelde wetmatigheden van het historisch materialisme, betiteld als utopische en niet-wetenschappelijke socialisten. Zelf had Marx in zijn werk Kritiek op het programma van Gotha een schets gegeven van enkele kenmerken van een toekomstige klasseloze maatschappij; een echte uitgewerkte blauwdruk voor een dergelijke samenleving heeft hij echter nimmer gegeven. Het moest er althans een zijn waar elke persoon de goederen kreeg die hij nodig had, en daarbij was het hele concept van privé-eigendom dan ook afgeschaft, alsook de Staat zelf.

### Macht, gezag en legitimiteit

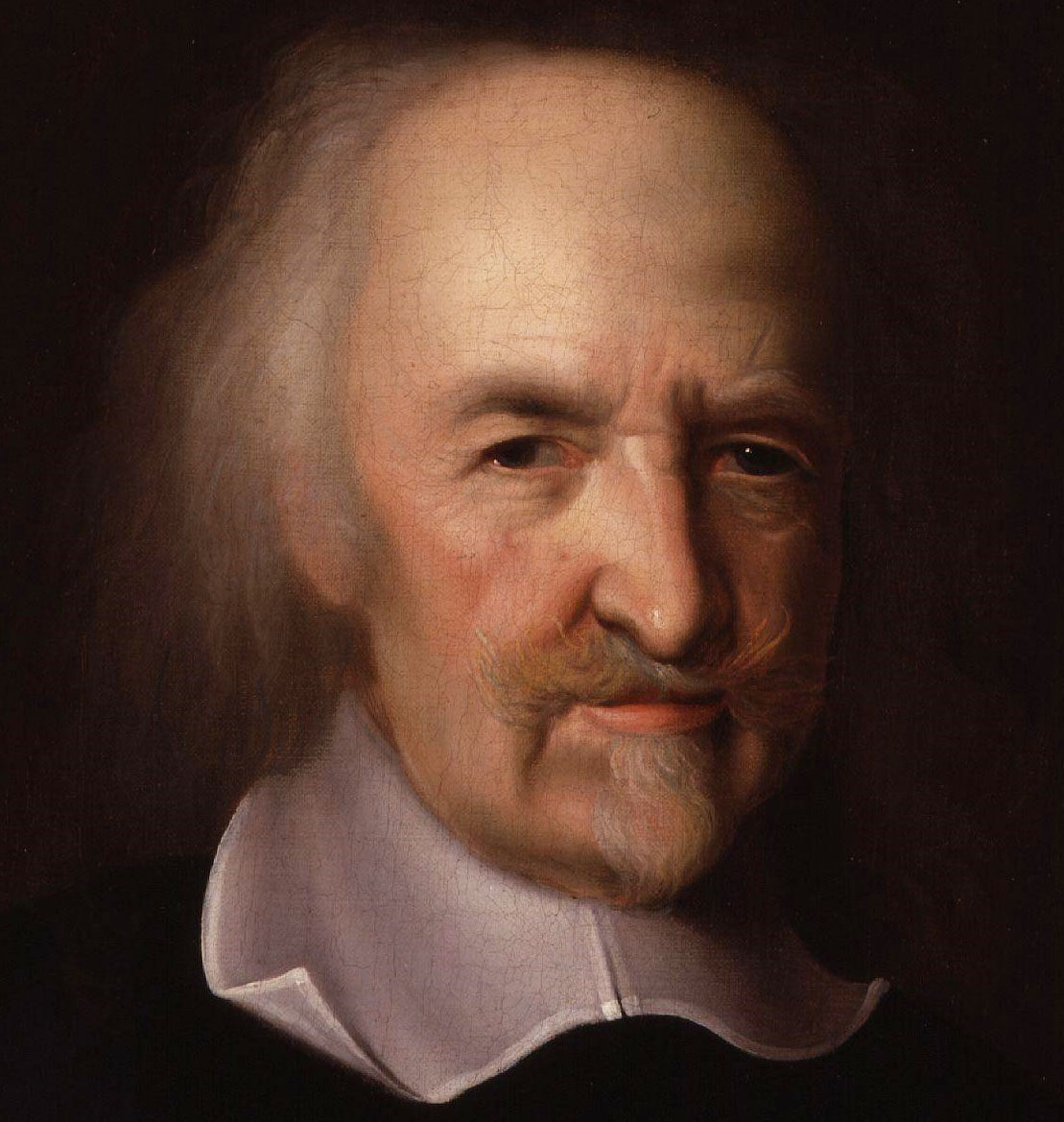
De Engelse filosoof Thomas Hobbes lag aan de oorsprong van het sociaal contract denken als oorsprong van de macht van de staat.

Het concept van macht staat centraal binnen de politieke filosofen. Het betreft vooral vragen naar de oorsprong van macht, de verschillende vormen en ook haar legitimiteit: wat maakt de heersende macht of autoriteit tot een legitieme macht? Belangrijk is ook de notie van de geweldsmonopolie van de staat waarbij de staat de enige is die op een legitieme wijze geweld mag gebruiken (via het leger, de politie, ...). In de geschiedenis van het politieke denken heeft zich een verschuiving plaatsgevonden van de legitimering van de heersende orde. Waar vroege christelijke politieke denkers als Augustinus van Hippo en Thomas van Aquino stelden dat de politieke macht eerder voortvloeide uit God zelf en de koning dus heerste met een Droit divin en er sprake was van godssoevereiniteit, verschoof dit in de Moderne Tijd naar het volk toe: de legitimiteit van de macht kwam voort uit de goedkeuring van het volk (volkssoevereiniteit) en concreter kwam het tot stand door een sociaal contract. Deze overgang van legitimiteit zal ook centraal staan in het werk van Marcel Gauchet die vooral de nadruk zal leggen op het christendom als religie die deze overgang mogelijk maakte.
Oorsprong en legitimatie van macht
Dit thema komt bijvoorbeeld naar voren bij Thomas Hobbes in zijn werk Leviathan (1651). Hobbes stelt de oorspronkelijke positie er een was getypeerd door een "oorlog van allen tegen allen". Echter, gedreven door eigenbelang, sloten de verschillende mensen die eerst nog in conflict met elkaar waren een sociaal contract waarin werd vastgelegd dat de macht werd overgedragen naar een centraal figuur die conflicten tussen de verschillende personen op een min of meer consistente wijze moest oplossen.
Bij opvolgers van Hobbes, zoals John Locke en Jean-Jacques Rousseau viel het element van de centrale vorst weg en werd de macht overgedragen op het volk zelf. Zo stelde Rousseau bijvoorbeeld dat de macht gefundeerd werd op de volonté générale. Een hedendaagse variant vindt men terug in het werk A Theory of Justice (1971) van de Amerikaanse filosoof John Rawls. Hij vertrekt van het gedachte-experiment van de veil of ignorance: als men niet wist waar, wanneer en hoe men in de maatschappij terecht zou komen, hoe zou men deze maatschappij dan inrichten? Rawls' stelt dat deze mensen dan zouden kiezen voor een fundamentele gelijkheid tussen alle mensen met eventueel wel voordelen voor de minstbedeelden zoals gehandicapten.
In feite resulteerde dit in een tegenstelling tussen enerzijds het liberalisme en anderzijds het republicanisme. De liberalen leggen daarbij de nadruk op het onderscheid tussen samenleving en Staat en concentreren zich vooral op het feit dat het volk moet beschermd worden, via wetten en respect voor de natuurlijke rechten van de mens. De republikeinen daarentegen stellen net dat het draait om het vormen van een politiek geheel en een algemene volkswil. Het onderscheid tussen samenleving en staat verdwijnt hier op de achtergrond omdat men stelt dat zowel de macht als de politieke legitimiteit rechtstreeks voortvloeit uit het volk zelf. Denkers in de liberale traditie zijn personen als Robert Nozick terwijl Hannah Arendt en John Dewey eerder republikeins zijn. Iemand als Jürgen Habermas tracht dan weer een derde benadering uit te werken, die beide wil combineren, namelijk zijn discourstheorie.
Een alternatief is ook de legitimiteit van de macht niet bij het volk plaatsen, maar de vorst als voldoende voorwaarde zien. Dit kwam vroeg naar voren in het werk van Niccolò Machiavelli die in Il Principe een theorie uitwerkt hoe de vorst het best de macht kan behouden. Breder staat dit ook bekend als de positie van het machiavellisme: het doel (de macht verkrijgen) heiligt alle middelen om die macht te bekomen. Ook de filosoof Jean Bodin, die iets later leefde, dacht in deze richting. Hij tevens de bedenker van de term soevereiniteit en legde in zijn werk de theoretische grondslag van het absolutisme. Een meer hedendaags voorbeeld is terug te vinden in de filosofie van Carl Schmitt die de moderne interpretaties van democratie en het recht als hoogste principe afwees en pleitte voor een absolute soevereiniteit van de machthebber.
Scheiding der machten
De Verlichtingsfilosoof Charles de Montesquieu stelde in zijn werk De l’esprit des lois (1748) dat, om machtsmisbruik te voorkomen de scheiding der machten of trias politica moest worden doorgevoerd. De drie verschillende machten moesten met andere woorden gescheiden worden: de wetgevende macht, de uitvoerende macht en de rechterlijke macht. De drie machten moesten daarbij dan elkaar controleren en voorkomen dat één macht de bovenhand kreeg.
Max Weber

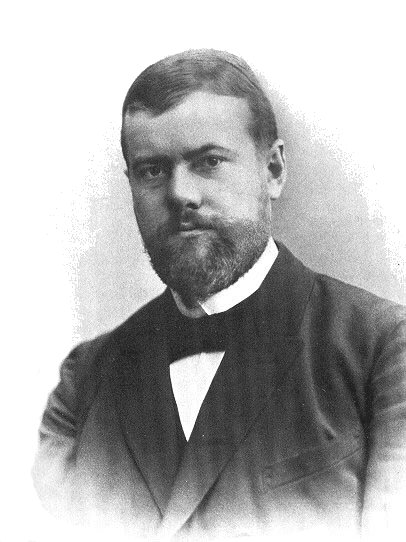
De socioloog Max Weber heeft zich uitvoerig beziggehouden met concepten zoals macht.

Een ander denker die zich sterk heeft beziggehouden met concepten als macht was de socioloog Max Weber. Allereerst maakte hij al een onderscheid tussen macht en gezag. Het verschil tussen beide is dat gezag ook impliceert dat men de macht accepteert die wordt uitgeoefend. Breder wil dit zeggen dat gezag, in tegenstelling tot macht, altijd gelegitimeerd is.
Binnen het concept gezag onderscheidde hij dan weer drie vormen: traditioneel gezag, charismatisch gezag en rationeel-legaal gezag. Traditionele en vroegere samenlevingen waren vooral gebaseerd op de eerste twee soorten, terwijl de moderne Staten zich eerder beroepen op de derde soort die ze dan verbinden met bureaucratie en sterk afgelijnde wetten. Dit wil echter niet zeggen dat het traditioneel en charismatisch gezag niet meer voorkomt bij de moderne staten: zo zijn vandaag de dag ook nog vele politieke carrières gebaseerd op het charisma van de politicus. Een extreme vorm hiervan kwam voor in het fascisme, gekend onder de naam statolatrie.
Biomacht en biopolitiek
Een recente ontwikkeling, voornamelijk naar voren gebracht door Michel Foucault is de ontwikkeling van concepten als biomacht (biopouvoir) en biopolitiek. Hij werkt deze concepten vooral uit in Histoire de la sexualité I: La volonté de savoir (1976). Onder biomacht verstaat Foucault een variant van machtsuitoefening (naast soevereine macht) waarbij de macht niet zozeer gericht is op afnemen of doen sterven (via belastingen, doodstraf of oorlog), maar om het productief maken van leven (via disciplinering en sociaal beleid). Dit soort macht speelde volgens Foucault een essentiële rol in de vorming van de moderne samenleving en kapitalisme en komt dan ook op vanaf de 18e eeuw. Extremere, maar duidelijke vormen van biomacht zijn eugenetica, eenkindpolitiek en genocide.
Filosofen die deze concepten verder hebben uitgewerkt zijn Giorgio Agamben, die vooral de rol van soevereine en biomacht onderzoekt bij fenomenen zoals Auschwitz, vooral uitgewerkt in boeken als Homo sacer. Il potere sovrano e la nuda vita (1995) en Quel che resta di Auschwitz (1998). Michael Hardt en Antonio Negri combineren deze begrippen van Foucault met inzichten uit L'Anti-Œdipe (1972) van Gilles Deleuze en Félix Guattari. Hardt en Negri stellen, net als Paolo Virno, dat het kapitalisme een nieuwe fase is ingegaan, namelijk het postfordisme, waarin biomacht een cruciale rol speelt. Niet enkel de arbeid is volledig opgenomen in het systeem, maar ook de taal en de biologie van de mens (via nieuwe vormen van arbeid, zoals marketing en diensten). Zelf zien ze vormen van biopolitiek, zoals emigratie of exodus, als potentiële middelen van verzet tegen het hedendaagse kapitalistische systeem.

### Vrijheid
De term vrijheid heeft bij vele politieke filosofen een belangrijke rol te vervullen. Vaak gaat het bij hen ook om de vraag wat (politieke) vrijheid net inhoudt. Men moet dit soort vrijheid dus strikt onderscheiden van de vrijheid zoals die voorkomt in debatten over de vrije wil en determinisme. Ongeacht of vrije wil bestaat is, kan er nog politieke vrijheid zijn. Politieke vrijheid wordt spontaan opgevat als de vrijheid om bepaalde zaken in de maatschappij te doen. Het is echter geen eenduidige term en vele filosofen verschillen dan ook qua definitie van vrijheid. Klassieke politieke vrijheden zijn de vrijheid van godsdienst, vrijheid van meningsuiting, persvrijheid, vrijheid van vereniging en vrijheid van vergadering.
Het meest bekend is wellicht de analyse van het begrip vrijheid door Isaiah Berlin in zijn werk Two Concepts of Liberty (1957). Hierin onderscheidt hij een positieve en negatieve vrijheid. Positief en negatief moeten worden begrepen in de zin van de afwezigheid of aanwezigheid van iets en bevat dus geen normatief oordeel. Negatieve vrijheid houdt in dat men vrij is van externe invloeden. De staat straft bijvoorbeeld niet als men bepaalde dingen doet; er is dus geen overheidsdwang. Daartegenover staat dan weer het concept van positieve vrijheid dat inhoudt dat men net vrijheid om bepaalde mogelijkheden te actualiseren. Het is deze vrijheid die meer aansluit bij de discussie van de vrije wil en men vindt deze opvatting onder anderen terug bij Jean-Jacques Rousseau. Een positieve vrijheid is bijvoorbeeld de vrijheid om je droomreis te maken (de sociale en economische mogelijkheid ervan bestaat). Hoewel beide vormen conceptueel uit elkaar te halen zijn, vallen zij in de praktijk vaak moeilijk te onderscheiden.
Belangrijk in het verband met vrijheid is ook het recht. Het rechtssysteem moet volgens de negatieve opvatting van vrijheid instaan voor de vrijheid van de burgers, doordat het ze beschermt tegen de willekeurige machtsuitoefening van de staat. Rechtsstatelijkheid wordt hierbij dan gezien als de belangrijkste voorwaarde van politieke vrijheid. Als men meer de positieve opvatting volgt, dan komt men bij rechten als stemrecht en het petitierecht.

### Rechtvaardigheid
Het concept van rechtvaardigheid is voor vele politieke filosofen een uitermate belangrijk begrip en komt dan ook terug in het werk van de meest vooraanstaande filosofen. Net als bij andere concepten heeft zich ook hier een verschuiving door heen te tijd voorgedaan. In de oudheid en de middeleeuwen werd de publieke rechtvaardigheid vooral gedacht als en getoetst aan het natuurrecht. Na de reformatie echter kwamen nieuwe politieke theorieën naar voren, en hoewel ook zij nog in het begin sterk christelijk geïnspireerd waren, zouden zij langzaam overgaan in meer seculiere theorieën.
Plato en Aristoteles

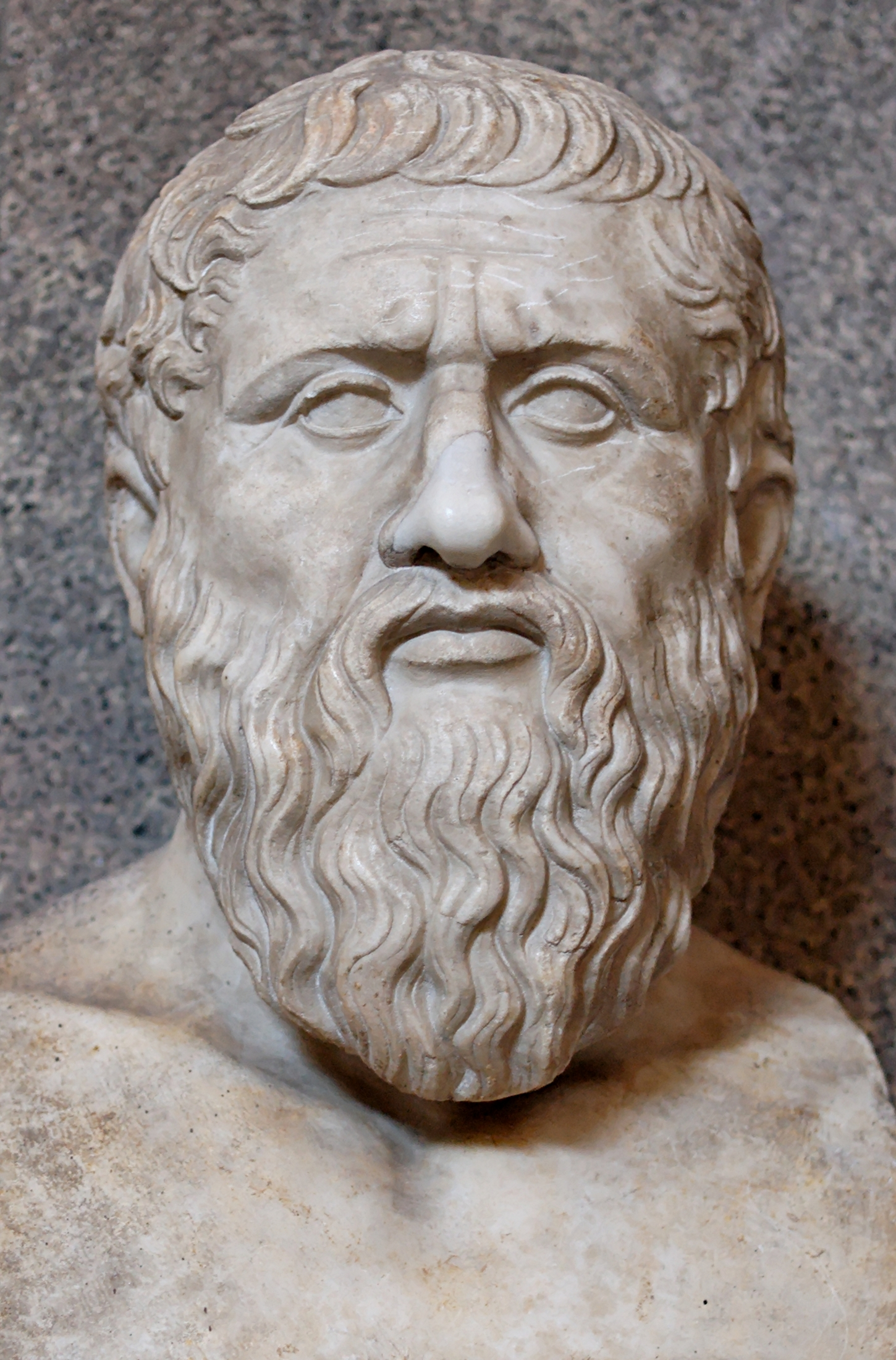
De filosoof Plato was een van de eerste die het concept rechtvaardigheid filosofisch onderzocht.

De filosoof Plato is een van de eerste filosofen die zich met rechtvaardigheid inlaat en zal daarbij dan een blijvende invloed hebben op de rest van de geschiedenis. In zijn dialoog Politeia zet hij zijn visie over rechtvaardigheid uiteen. Rechtvaardigheid in de staat houdt voor hem in dat alle personen de positie bekleden waarvoor ze het best geschikt zijn. Hij accepteert hierbij dus een fundamentele ongelijkheid tussen de verschillende burgers. Rechtvaardigheid wordt bij Plato begrepen als stabiliteit: alle groepen van de maatschappij vervullen hun rol en houden daarmee de samenleving in evenwicht en in orde. Onrechtvaardigheid is net het vermengen van de verschillende delen, dus dat een groep zich zou mengen in de taken van de ander.
In zijn Politika en Ethica Nicomachea vatte Aristoteles daarentegen rechtvaardigheid op als een individuele deugd. Dit beeld lijkt moeilijke verzoenbaar met het hedendaagse beeld, toch zeker in de politieke filosofie van een "rechtvaardige staat". Een staat kan moeilijk deugden bezitten. Toch stelt Aristoteles dat deze deugd zich altijd tussen meerdere personen afspeelt. Was men de enige persoon op aarde, dan kon men ook niet rechtvaardig zijn. Het is dus toch altijd een politieke en sociale zaak. Verder vat Aristoteles rechtvaardigheid ook op als "het volgen van de wet". Dit lijkt een tegenintuïtieve opvatting te zijn, want wetten kunnen ook onrechtvaardig zijn. Men moet hier echter bij opmerken dat Aristoteles nog veel in termen van natuurwetten dacht. Daarnaast verbindt hij rechtvaardigheid ook met noties als eerlijkheid, onpartijdigheid en evenredigheid.
John Rawls
Een moderne theorie van de rechtvaardigheid is te vinden in het werk van John Rawls, namelijk in zijn boek A Theory of Justice (1971). Rawls stelt dat een rechtvaardige Staat noodzakelijk is voor de mogelijkheden van het individu om zich goed te kunnen ontplooien. Politieke vrijheden moeten bij Rawls gelijk verdeeld worden tussen all burgers. Rechtvaardigheid was dan ook het criterium waarin andere waarden moesten getoetst worden. Rawls vertrekt van twee basisprincipes van rechtvaardigheid:
1. Een gelijke verdeling en zo'n groot mogelijk pakket van rechten en vrijheden voor ieder lid van de samenleving door de staat, tenzij het in conflict komt met de vrijheden en rechten van de andere individuen. Dit staat gekend als het schadebeginsel.
2. Bestaande ongelijkheden, zowel op sociaal als economisch vlak, zijn enkel te rechtvaardigen als zij in verband staan met posities die voor iedereen openstaan of als ze in het voordeel zijn van de minstbedeelden. Ongelijkheid mag dus bestaan in het geval dat iedereen de kans had meer te hebben, maar slechts zij die er meer voor gedaan hebben ook effectief meer hebben.

Verdere uitbreidingen en aanpassingen van Rawls' theorie vindt men terug in het werk van Ronald Dworkin en Philippe Van Parijs.
Een sterke reactie op dit werk vond men in het libertarisme van Robert Nozick in zijn werk Anarchy, State and Utopia (1974). Hij verwerpt de liberale rechtvaardigheidsnorm van Rawls, omdat die tot een onaanvaardbaar grote staatsinterventie zou leiden. Nozick, en het libertarisme in het algemeen, zijn dan ook sterk gekant tegen alle vormen van overheidsinmenging (zoals belastingen) en willen dit beperken tot een minimum. Rechtvaardig is waar men zelf verantwoordelijk voor is en de staat heeft er niets over te zeggen. Rechtvaardig is dus alles wat men zelf op eerlijke wijze heeft verworven, verdiend of vrijwillig geruild. De staat moet enkel zorgen dat er niet zoiets voortkomt als oneerlijke of onvrijwillige bezitsoverdracht (nachtwakersstaat).
Poststructuralisme
In de poststructuralistische filosofie van Jean-François Lyotard en Jacques Derrida komt er een heel andere interpretatie van het concept "rechtvaardigheid" naar voren. Zij vertrekken van de vraag naar de rechtvaardiging van elke wet en stelt dat we deze nooit kunnen vaststellen:
"Er is een soort wet van de wetten, er is een meta-wet die luidt: 'Weest rechtvaardig'. maar we weten juist niet wat rechtvaardig is."
Dat de mens niet in staat is een ultiem begrip van rechtvaardigheid te kennen, is te wijten aan de eeuwige alteriteit die kenmerkend voor de menselijke kennis is: wil men rechtvaardig zijn, dan moet men dit ook zijn tegenover het volstrekt singuliere en andere, dat echter nooit gekend kan worden. Het andere (pretenderen te) kennen, houdt immers het vernietigen van het "anders-zijn" en een reductie tot het "zelfde" in. Rechtvaardigheid moet hier dan ook meer gezien worden in termen van het appel van de Ander zoals dat bij Emmanuel Levinas terugkomt. De Ander roept de mens op om rechtvaardig voor hem te zijn, maar wat dit concreet inhoudt kan nooit bepaald worden. Bij Derrida wordt dit gekoppeld aan het begrip van différance: pogingen tot het definiëren van rechtvaardigheid leiden enkel tot nieuwe verwijzingen of 'sporen' naar verdere begrippen: het is altijd mogelijk de vraag naar de rechtvaardigheid of juistheid ervan opnieuw te stellen. Dit wil echter niet zeggen dat men geen concrete wetten en regels moet opstellen, want deze zijn op zich een vereiste voor de rechtvaardigheid zelf, maar daarentegen dat beide in functie van elkaar moeten bekeken worden: de algemene rechtvaardigheid manifesteert zich in de concrete wetten doordat deze vormen van alteriteit onderdrukken, terwijl de concrete wetten beoordeeld moeten worden aan de hand van dit onbereikbaar ideaal van rechtvaardigheid.

### Democratie

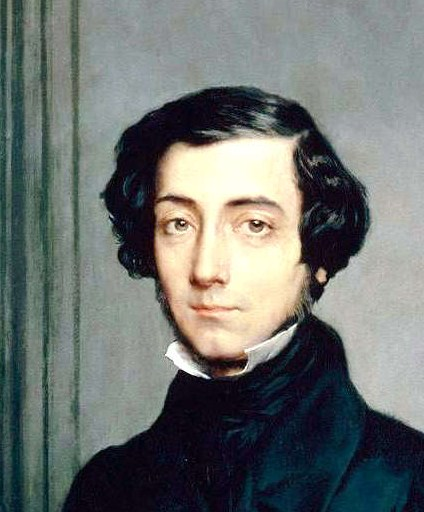
De filosoof Alexis de Tocqueville formuleerde het klassieke democratische probleem van de tirannie van de meerderheid.

Vele filosofen hebben zich ook beziggehouden met de staatsvorm van democratie. In bijzonder ging het hier dan om twee verschillende vragen:
1. Wat is net een democratie en op welke principes is zij gebaseerd en aan welke moet zij voldoen?
2. Is de democratie de beste staatsvorm die er is?

Klassieke filosofen als Plato en Aristoteles waren van mening dat de democratie niet de beste staatsvorm was, maar dachten eerder aan een aristocratie: de besten moesten de leiders zijn. Dit hing echter nauw samen met de idee dat er een absolute rechtvaardigheid en goedheid bestond en dat deze door de mens bereikt kon worden. In de middeleeuwen werd vooral een beroep gedaan op een goddelijk recht waaraan de heerser zijn legitimiteit haalde. Na de Verlichting kwam dit idee ook terug onder de naam van verlicht despotisme.
Latere filosofen, geconfronteerd door de vele machtsmisbruik door koningen en tirannen door de tijd heen, stonden daarom ook veel positiever tegenover de democratie. Zo stelt de Nederlandse filosoof Baruch Spinoza in zijn Tractatus theologico-politicus (1670) dat de democratie de beste staatsvorm is. Ook de Duitse filosoof Immanuel Kant stelt in Zum ewigen Frieden dat de staat in zekere mate democratisch moet zijn wil zij een vredevolle natie zijn.
Problemen bij democratie
Er zijn echter ook verscheidene klassieke problemen rond de democratie geformuleerd. Een centraal probleem voor de democratie, zo geformuleerd door Alexis de Tocqueville in De la démocratie en Amérique (1835) en sterk uiteengezet bij John Stuart Mill, is het probleem van de "tirannie van de meerderheid": in de democratie bestaat er altijd het gevaar dat de meerderheid de andere minderheden verdrukt. Als men democratie dus onkritisch aanneemt, loopt men het risico om minderheden te onderdrukken. Er moeten dus extra maatregelen of wetten worden uitgevaardigd om dit misbruik te voorkomen.
Een ander probleem is aangekaart door de politieke denker en socioloog Robert Michels. Hij beschreef in zijn werk de "ijzeren wet van de oligarchie". Deze wet stelt dat alle organisatievormen, hoe democratisch ze in het begin ook waren, onvermijdelijk na een periode oligarchische trekken beginnen te tonen. Dit komt volgens Michels door het feit dat er bij deze leiders een zekere expertise ophoopt dat, in combinatie met hun eigenbelang, ervoor zorgt dat zij de macht blijven houden of zelfs hun opvolgers kiezen. Het komt bijvoorbeeld voor dat een politicus zijn eigen zoon of dochter introduceert binnen de partij en hem of haar dus klaarstoomt om zijn plaats in te nemen. Ook hangt dit samen met de elitetheorie terug te vinden bij Vilfredo Pareto. Breder kan men dit plaatsen onder de vraag in hoeverre een democratie democratisch en tegelijk functioneel kan zijn. Enerzijds zijn er denkers die de ideeën van Pareto en Michels aanvaarden en dus een zeer ontnuchterend beeld van de democratie hanteren en wijzen op onvermijdelijke tendensen van schaduwmacht en verval tot technocratie. Denkers in deze trend typeren de democratie dan ook soms als ochlocratie.
Tegenover deze visie staan filosofen als Hannah Arendt, John Dewey en in zekere mate ook Jürgen Habermas. Zowel Arendt als Dewey leggen de sterke nadruk op de noodzaak van de democratie als een politieke activiteit waarin heel het volk werd betrokken. Democratie gaat niet enkel om elites die regeren, maar om een volk dat via discussie en compromis zich van zijn eigen politiek potentieel bewust wordt en tracht de staat zo goed mogelijk in te richten. In het werk van Habermas, vooral in zijn magnum opus Theorie des kommunikativen Handelns (1981), stelt hij zelfs dat een goed democratisch proces waarbij de burgers worden betrokken essentieel is voor de moderne samenleving. In zijn filosofie worden noties als waarheid, normatieve geldigheid en authenticiteit immers bepaald door een rationele consensus tussen alle betrokken partijen. In Faktizität und Geltung (1992) verbindt hij dit ook met het recht: wetten zijn pas geldig als ze worden vastgelegd via een democratisch proces waar alle betrokken partijen worden bijgehaald.
Poststructuralisme
In het poststructuralisme met denkers als Maurice Blanchot, Jacques Derrida, Claude Lefort en Jean-Luc Nancy, komt een andere visie op democratie naar voren. De nadruk wordt hier vooral gelegd op de onbepaalbaarheid van de democratie. Volgens Lefort blijft bijvoorbeeld de plaats van de macht in de democratie altijd symbolisch leeg. Blanchot en Nancy typeren daarnaast de huidige democratische samenleving als een "gemeenschap zonder gemeenschap" (communauté sans communauté).
Voor Derrida is dan weer de belangrijkste taak van de democratie dat de alteriteit en singulariteit steeds wordt beschermd en erkend. De democratie wordt gekenmerkt door een spanning tussen enerzijds de 'universele gelijkheid' tussen alle burgers en anderzijds de 'singuliere andersheid' die eigen is aan elke samenleving. Een samenleving wordt immers altijd gekenmerkt door minderheden en andere dissidente elementen die, als men een te sterke nadruk legt op de universele gelijkheid, worden onderdrukt. Democratie moet van deze spanning getuigenis afleggen en op die wijze dus altijd onbepaald en onvoltooid blijven. De ware democratie bestaat volgens Derrida dan ook altijd uit démocratie à venir, een democratie die altijd komende blijft. De bestaande vormen van democratie moeten dan ook altijd en eeuwig kritisch bevraagd worden met het oog op deze toekomende democratie.

### Eigendom

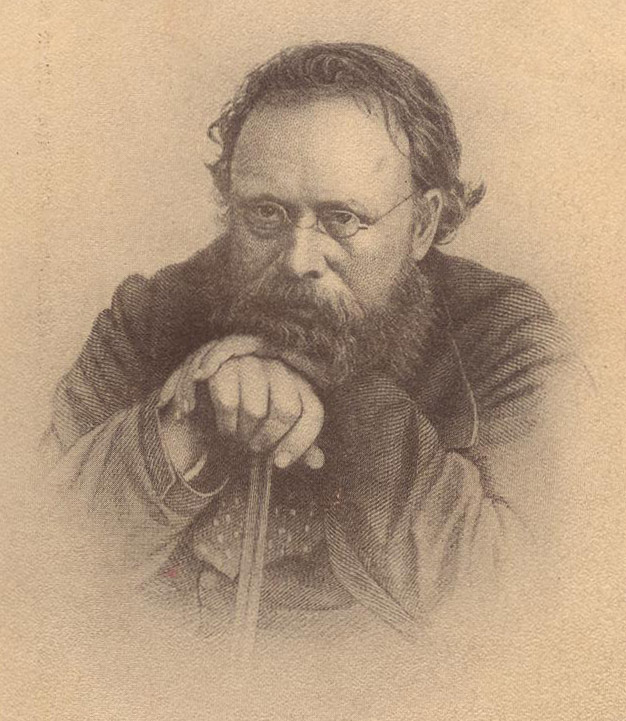
De filosoof Pierre-Joseph Proudhon is bekend vanwege zijn geschrift Qu'est-ce que la Propriété? (1840) waarin hij eigendom typeert als diefstal.

Over het onderwerp van eigendom bestaat er een groot contrast binnen de politieke filosofie. Zo zijn er enerzijds stromingen zoals het communisme die pleiten voor de afschaffing van eigendom of het collectiviseren ervan: alles moet in het bezit zijn van de staat, die het op zijn beurt eerlijk verdeelt tussen de burgers. Daar lijnrecht tegenover staat het libertarisme dat net de waarde van eigendom bombardeert tot hoogste goed. De staat heeft maar één taak en dat is namelijk de eigendom en het recht erop van de burgers beschermen. Meer gematigde stromingen zijn het socialisme of liberalisme die weliswaar ongelijke verdelingen toelaten, maar tegelijkertijd ook herverdelingsmechanismes introduceren.
Binnen de communistische hoek is er sprake van verdeeldheid over wat er net met het eigendom gedaan moet worden. In feite komt het neer op de botsing tussen het marxisme en het anarchisme. De vroege socialisten zoals Charles Fourier pleitten vooral voor het oprichten van communes. Pierre-Joseph Proudhon zou dit vatten onder de term zelfbeheer: de arbeiders zouden in hun bedrijf of onderneming de eigenaar moeten zijn van de productiemiddelen. Belangrijk is ook diens boek Wat is eigendom? (1840) waarin hij de vraag behandelde wat net eigendom is. Zijn antwoord was radicaal en is nog steeds bekend: la propriété c'est le vol ("eigendom is diefstal"). Deze ideeën werden meer geradicaliseerd bij anarchistische denkers zoals Michail Bakoenin die pleitten voor een gehele afschaffing van de staat. Tegenover deze vormen van anarchisme stonden denkers als Karl Marx die de noodzaak inzagen van een tussenfase naar dit staatloze tijdperk. Om het communisme te doen werken, is er een fundamentele goedheid van de mens nodig (hij moet alles kunnen delen). Deze is er echter (nog) niet en er moet dus eerst een tussenfase worden geïnstalleerd. Dit staat gekend als de dictatuur van het proletariaat.
Het libertarisme is vooral gekend bij de filosoof Robert Nozick die in zijn werk pleit voor een sterke inperking van de staat. Het libertarisme is daarnaast ook sterk verbonden met het voluntarisme. Het libertarisme vertrekt van de idee dat men nooit geweld mag gebruiken tegen andere personen, tenzij uit zelfverdediding. Men mag dus nooit de eerste zijn die geweld gebruikt. Het punt is nu net dat de staat zich dit recht wel toe-eigent, onterecht volgens de libertariërs. De staat moet dus sterk worden ingeperkt en vaak wordt dan ook het ideaal van een nachtwakersstaat geformuleerd: zij moet enkel garanderen dat eigendom op een rechtmatige wijze tot stand komt en wordt uitgewisseld. Een extremere vorm hiervan is het anarchokapitalisme en het vertoont ook sterke overeenkomsten met het objectivisme van Ayn Rand.

### Politiek en geschiedenis

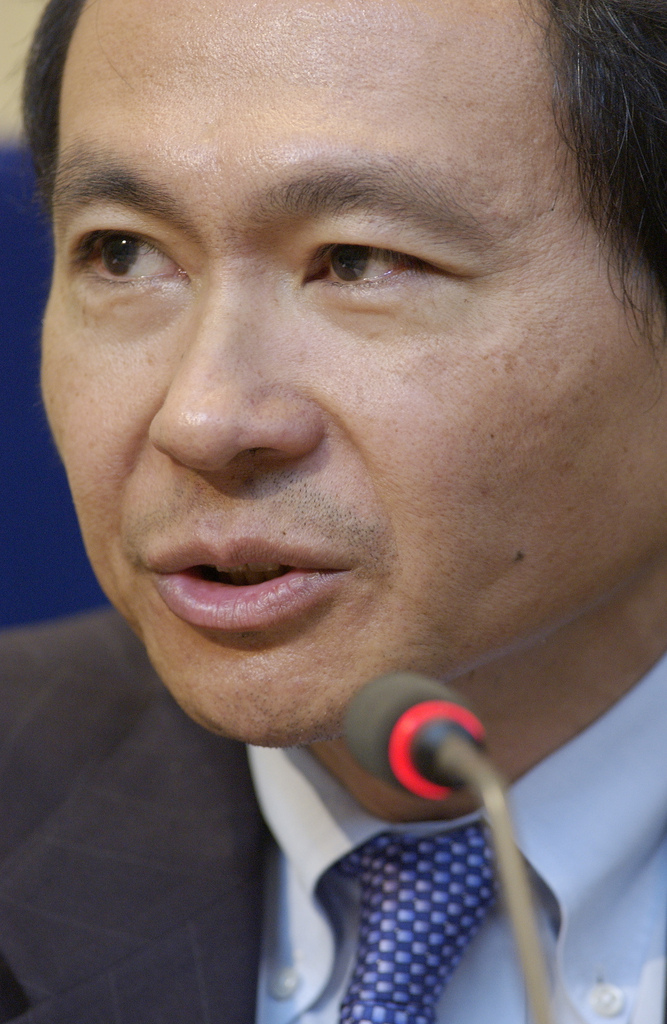
De politicoloog en filosoof Francis Fukuyama riep in zijn werk het einde van de geschiedenis en ideologie uit.

Een thema dat begon op te zetten van de Romantiek is de vraag of er een soort lijn in de politieke geschiedenis zat. Deze positie staat bekend onder de naam van historicisme. Het gaat hier dus om het raakpunt tussen de politieke filosofie en de geschiedfilosofie. Een van de eerste filosofen was meteen de meest radicale filosoof hierin, namelijk G.W.F. Hegel. Hij zag in de politieke geschiedenis een dialectisch proces naar het Pruisen van zijn tijd toe, dat hij als het hoogtepunt zag. Een vroege reactie hierop kon men al terugvinden in het werk van Karl Marx. Hij was het wel eens met Hegel dat er een rechte lijn in de geschiedenis zat, maar stelde dat het eindpunt nog lang niet bereikt was. Ook stelde hij dat dit proces geen idealistisch proces was, maar typeerde het net als een historisch materialisme. De geschiedenis was een proces met een eeuwige klassenstrijd die uiteindelijk, na het kapitalisme moest resulteren in het communisme en de klasseloze maatschappij. Dit idee werd later geradicaliseerd als dialectisch materialisme in het werk van Joseph Dietzgen, Friedrich Engels, Vladimir Lenin, Georg Lukács en Georgi Plechanov.
Onafhankelijk van het marxisme vindt men dit ook terug in het vooruitgangsgeloof dat teruggaat tot de Verlichting: de mens lijkt er steeds in te slagen alle aspecten van de maatschappij te verbeteren en er vooruitgang in te boeken. Het wordt dan opgevat als een natuurlijk proces naar meer rationaliteit toe. Men vindt dit later terug in het werk van Auguste Comte en zijn wet van de drie stadia dat stelde dat de geschiedenis drie fases doorloopt: een theologisch, een metafysisch en uiteindelijk een positivistisch-wetenschappelijk stadium. De mens overwint dus langzaam zijn animistische en theïstische fases om uiteindelijk in te zien dat enkel de wetenschap de antwoorden kan bieden. Comte ontwikkelt daarbij de sociologie tot afsluiting van dit proces. Ook de socioloog Max Weber beschreef de moderne geschiedenis als een proces van "onttovering van de wereld".
Na de Tweede Wereldoorlog boette deze gedachte echter in belang in, grotendeels vanwege de confrontatie met de gruwelijkheden die tijdens deze oorlog waren gebeurd, voornamelijk de Holocaust. Het leek niet meer duidelijk hoe er nog een doelmatig proces in de geschiedenis kan zijn als het resulteert in gruwelijkheden zoals Auschwitz. De voornaamste denker die dit punt heeft uitgewerkt is Jean-François Lyotard die het einde van deze "grote verhalen" aankondigde. Zulke grote verhalen zijn onhoudbaar volgens Lyotard omdat de geschiedenis net heeft aangetoond dat ze altijd resulteren in een mislukking en daarnaast ook de dissidente elementen in de samenleving steeds onderdrukken. Ook de filosoof Karl Popper zal in zijn werk The Open Society and Its Enemies (1945) dit historicistisch denken typeren als uitermate gevaarlijk. Verder zal hij in The Poverty of Historicism (1957) nog sterker deze thesis van Hegel en Marx aanvallen.
Een ander element is dat sommige moderne filosofen en politicologen het einde van de geschiedenis hebben aangekondigd. Dit komt al voor in het werk van Alexandre Kojève, maar is vooral bekend bij de Amerikaanse politicoloog Francis Fukuyama in zijn werk The end of history and the last man (1992). Fukuyama stelt hierin dat het einde van de Koude Oorlog ook meteen het einde van de vooruitgang in de geschiedenis is. De geschiedenis is geëindigd in de seculiere, vrije markt-democratie.

## Politieke filosofen
- Theodor Adorno
- Louis Althusser
- Elizabeth Anderson
- Thomas van Aquino
- Hannah Arendt
- Aristoteles
- Raymond Aron
- Alain Badiou
- Michail Bakoenin
- Zygmunt Bauman
- Jeremy Bentham
- Isaiah Berlin
- Maurice Blanchot
- Jean Bodin
- Étienne de la Boétie
- Edmund Burke
- Judith Butler
- Albert Camus
- Noam Chomsky
- Cicero
- Jacques Derrida
- John Dewey
- Michael Dummett
- Ronald Dworkin
- Friedrich Engels
- Jon Elster
- Han Fei
- Alain Finkielkraut
- Michel Foucault
- Francis Fukuyama
- Marcel Gauchet
- Ernest Gellner
- William Godwin
- Nicolás Gómez Dávila
- Antonio Gramsci
- John N. Gray
- Thomas Hill Green
- Jürgen Habermas
- Michael Hardt
- H.L.A. Hart
- Friedrich Hayek
- G.W.F. Hegel
- Ulrik Huber
- David Hume
- Thomas Hobbes
- Thomas Jefferson
- Ibn Khaldun
- Immanuel Kant
- Alexandre Kojève
- Leszek Kołakowski
- Panajotis Kondylis
- Peter Kropotkin
- Will Kymlicka
- Henri Lefebvre
- John Locke
- Claude Lefort
- Georg Lukács
- Rosa Luxemburg
- Jean-François Lyotard
- Niccolò Machiavelli
- Alasdair MacIntyre
- James Madison
- Herbert Marcuse
- Jacques Maritain
- José Carlos Mariátegui
- Karl Marx
- Mencius
- Maurice Merleau-Ponty
- John Stuart Mill
- David Miller
- Charles Montesquieu
- José María Luis Mora
- Thomas Nagel
- Jean-Luc Nancy
- Antonio Negri
- Robert Nozick
- Martha Nussbaum
- Michael Oakeshott
- José Ortega y Gasset
- Thomas Paine
- Plato
- Karl Popper
- Pierre-Joseph Proudhon
- Ayn Rand
- John Rawls
- John Roemer
- Richard Rorty
- Jean-Jacques Rousseau
- Michael Sandel
- Jean-Paul Sartre
- Carl Schmitt
- Larry Siedentop
- Judith Shklar
- Algernon Sidney
- Yves R. Simon
- Peter Singer
- Adam Smith
- Herbert Spencer
- Baruch Spinoza
- Max Stirner
- Leo Strauss
- Charles Taylor
- Henry David Thoreau
- Alexis de Tocqueville
- Robert Jan van der Veen
- Eric Voegelin
- Voltaire
- Michael Walzer
- Ernest Wamba dia Wamba
- Henk Woldring